# Skilanglauf-Weltcup 1983/84
Der Skilanglauf-Weltcup 1983/84 war eine von der FIS organisierte Wettkampfserie. Der Weltcup  begann am 9. Dezember 1983 in Reit im Winkl und endete am 25. März 1984 in Murmansk. Höhepunkt der Saison waren die Olympischen Winterspiele 1984 vom 8. bis 19. Februar in Sarajevo. Die dort ausgetragenen Einzelwettbewerbe wurden auch als Weltcup-Veranstaltungen gewertet.

## Männer

### Podestplätze Männer
| Datum                        | Austragungsort | Disziplin         | Sieger                                                              | Zweiter                                                                           | Dritter                                                            |
| ---------------------------- | -------------- | ----------------- | ------------------------------------------------------------------- | --------------------------------------------------------------------------------- | ------------------------------------------------------------------ |
| 10.12.1983                   | Reit im Winkl  | 15 km             | Nikolai Simjatow                                                    | Harri Kirvesniemi                                                                 | Jochen Behle                                                       |
| 16.12.1983                   | Ramsau         | 30 km             | Gunde Svan                                                          | Ove Aunli                                                                         | Jan Ottosson                                                       |
| 17.12.1983                   | Ramsau         | 4 × 10 km Staffel | FinnlandKari Ristanen Kari Väänänen Harri Kirvesniemi Kari Härkönen | Norwegen IILars Erik Eriksen Per Knut Aaland Leiv-Bjørn Walle Karl-Kristen Aketun | SchwedenErik Östlund Benny Kohlberg Torgny Mogren Thomas Eriksson  |
| Olympische Winterspiele 1984 |                |                   |                                                                     |                                                                                   |                                                                    |
| 10.02.1984                   | Sarajevo       | 30 km             | Nikolai Simjatow                                                    | Alexander Sawjalow                                                                | Gunde Svan                                                         |
| 13.02.1984                   | Sarajevo       | 15 km             | Gunde Svan                                                          | Aki Karvonen                                                                      | Harri Kirvesniemi                                                  |
| 16.02.1984                   | Sarajevo       | 4 × 10 km Staffel | SchwedenThomas Wassberg Benny Kohlberg Jan Ottosson Gunde Svan      | SowjetunionOleksandr Batjuk Alexander Sawjalow Wladimir Nikitin Nikolai Simjatow  | FinnlandKari Ristanen Juha Mieto Harri Kirvesniemi Aki Karvonen    |
| 19.02.1984                   | Sarajevo       | 50 km             | Thomas Wassberg                                                     | Gunde Svan                                                                        | Aki Karvonen                                                       |
| 25.02.1984                   | Falun          | 30 km             | Gunde Svan                                                          | Thomas Wassberg                                                                   | Jan Lindvall                                                       |
| 26.02.1984                   | Falun          | 4 × 10 km Staffel | SchwedenErik Östlund Thomas Wassberg Jan Ottosson Gunde Svan        | FinnlandAki Karvonen Kari Ristanen Kari Härkönen Juha Mieto                       | Norwegen ITor Håkon Holte Geir Holte Vegard Ulvang Hans Erik Tofte |
| 02.03.1984                   | Lahti          | 15 km             | Lars Erik Eriksen                                                   | Thomas Wassberg                                                                   | Gunde Svan                                                         |
| 10.03.1984                   | Oslo           | 50 km             | Tor Håkon Holte                                                     | Wladimir Sachnow                                                                  | Gunde Svan                                                         |
| 17.03.1984                   | Fairbanks      | 15 km             | Gunde Svan                                                          | Andy Grünenfelder                                                                 | Oddvar Brå                                                         |
| 18.03.1984                   | Fairbanks      | 3 × 10 km Staffel | SchwedenThomas Wassberg Jan Ottosson Gunde Svan                     | Norwegen ITor Håkon Holte Geir Holte Oddvar Brå                                   | SchweizKonrad Hallenbarter Giachem Guidon Andy Grünenfelder        |
| 23.03.1984                   | Murmansk       | 15 km             | Michail Dewjatjarow                                                 | Wladimir Smirnow                                                                  | Andrei Astaschkin                                                  |

### Weltcupstände Männer
| Rang | Name                | Punkte |
| ---- | ------------------- | ------ |
| 1.   | Gunde Svan          | 145    |
| 2.   | Thomas Wassberg     | 96     |
| 3.   | Harri Kirvesniemi   | 93     |
| 4.   | Tor Håkon Holte     | 86     |
| 5.   | Wladimir Sachnow    | 85     |
| 6.   | Nikolai Simjatow    | 84     |
| 7.   | Andy Grünenfelder   | 73     |
| 8.   | Lars Erik Eriksen   | 70     |
| 9.   | Jan Ottosson        | 65     |
| 10.  | Jan Lindvall        | 60     |
| 11.  | Aki Karvonen        | 58     |
| 12.  | Ove Aunli           | 55     |
| 12.  | Giachem Guidon      | 55     |
| 14.  | Juri Burlakow       | 54     |
| 15.  | Oddvar Brå          | 48     |
| 15.  | Alexander Sawjalow  | 48     |
| 17.  | Michail Dewjatjarow | 47     |
| 18.  | Juha Mieto          | 45     |
| 18.  | Torgny Mogren       | 45     |
| 20.  | Geir Holte          | 44     |
| 21.  | Jim Galanes         | 42     |
| 22.  | Maurilio De Zolt    | 38     |

| Rang | Name                    | Punkte |
| ---- | ----------------------- | ------ |
| 23.  | Konrad Hallenbarter     | 35     |
| 24.  | Jochen Behle            | 33     |
| 24.  | Kari Ristanen           | 33     |
| 26.  | Oleksandr Batjuk        | 31     |
| 27.  | Kari Härkönen           | 30     |
| 27.  | Arild Monsen            | 30     |
| 29.  | Uwe Bellmann            | 28     |
| 30.  | Erik Östlund            | 27     |
| 31.  | Pål Gunnar Mikkelsplass | 22     |
| 31.  | Wladimir Smirnow        | 22     |
| 33.  | Pierre Harvey           | 21     |
| 34.  | Andrei Astaschkin       | 19     |
| 34.  | Sven-Erik Danielsson    | 19     |
| 36.  | Audun Endestad          | 18     |
| 37.  | Dominique Locatelli     | 17     |
| 38.  | Wladimir Nikitin        | 16     |
| 38.  | Vegard Ulvang           | 16     |
| 40.  | Stefan Dotzler          | 13     |
| 40.  | Józef Łuszczek          | 13     |
| 40.  | Andrej Sergeiew         | 13     |
| 40.  | Dan Simoneau            | 13     |
| 44.  | Benny Kohlberg          | 12     |

| Rang | Name                  | Punkte |
| ---- | --------------------- | ------ |
| 45.  | Joos Ambühl           | 10     |
| 46.  | Anders Blomquist      | 9      |
| 46.  | Anatolij Romanov      | 9      |
| 48.  | Iwan Lebanow          | 8      |
| 49.  | Rosalin Bakiev        | 7      |
| 49.  | Jiří Švub             | 7      |
| 49.  | Giorgio Vanzetta      | 7      |
| 52.  | Kari Väänenen         | 6      |
| 53.  | Oleksandr Uschkalenko | 5      |
| 54.  | Marco Albarello       | 4      |
| 54.  | Thomas Eriksson       | 4      |
| 54.  | Bill Koch             | 4      |
| 54.  | Alexei Prokurorow     | 4      |
| 58.  | Miron Filippov        | 3      |
| 59.  | Tom Andresen          | 2      |
| 59.  | Antti Leppävuori      | 2      |
| 59.  | Juha Sarkkinen        | 2      |
| 62.  | Asko Autio            | 1      |
| 62.  | Todd Boonstra         | 1      |
| 62.  | Ingmar Sömskar        | 1      |

## Frauen

### Podestplätze Frauen
| Datum                        | Austragungsort | Disziplin        | Sieger                                                               | Zweiter                                                                           | Dritter                                                                                 |
| ---------------------------- | -------------- | ---------------- | -------------------------------------------------------------------- | --------------------------------------------------------------------------------- | --------------------------------------------------------------------------------------- |
| 09.12.1983                   | Reit im Winkl  | 5 km             | Květa Jeriová                                                        | Anna Pasiarová                                                                    | Tamara Markaschanskaja                                                                  |
| 17.12.1983                   | Autrans        | 10 km            | Marja-Liisa Hämäläinen                                               | Anna Pasiarová                                                                    | Anne Jahren                                                                             |
| 18.12.1983                   | Autrans        | 3 × 5 km Staffel | Tschechoslowakei IAnna Pasiarová Květoslava Jeriová Blanka Paulů     | NorwegenBerit Aunli Anne Jahren Brit Pettersen                                    | DDRPetra Sölter Carola Anding Ute Noack                                                 |
| Olympische Winterspiele 1984 |                |                  |                                                                      |                                                                                   |                                                                                         |
| 09.02.1984                   | Sarajevo       | 10 km            | Marja-Liisa Hämäläinen                                               | Raissa Smetanina                                                                  | Brit Pettersen                                                                          |
| 12.02.1984                   | Sarajevo       | 5 km             | Marja-Liisa Hämäläinen                                               | Berit Aunli                                                                       | Květa Jeriová                                                                           |
| 15.02.1984                   | Sarajevo       | 4 × 5 km Staffel | NorwegenInger Helene Nybråten Anne Jahren Brit Pettersen Berit Aunli | TschechoslowakeiDagmar Švubová Blanka Paulů Gabriela Svobodová Květoslava Jeriová | FinnlandPirkko Määttä Eija Hyytiäinen Marjo Matikainen Marja-Liisa Hämäläinen           |
| 18.02.1984                   | Sarajevo       | 20 km            | Marja-Liisa Hämäläinen                                               | Raissa Smetanina                                                                  | Anne Jahren                                                                             |
| 25.02.1984                   | Falun          | 10 km            | Raissa Smetanina                                                     | Marie Risby                                                                       | Marja-Liisa Hämäläinen                                                                  |
| 26.02.1984                   | Falun          | 4 × 5 km Staffel | NorwegenAnette Bøe Inger Helene Nybråten Anne Jahren Brit Pettersen  | FinnlandPirkko Määttä Eija Hyytiäinen Jaana Savolainen Marja-Liisa Hämäläinen     | SowjetunionTamara Markaschanskaja Ljubov Zimjatova Nadeschda Burlakowa Raissa Smetanina |
| 03.03.1984                   | Lahti          | 5 km             | Berit Aunli                                                          | Raissa Smetanina                                                                  | Marie Risby                                                                             |
| 08.03.1984                   | Oslo           | 20 km            | Anette Bøe                                                           | Marja-Liisa Hämäläinen                                                            | Raissa Smetanina                                                                        |
| 17.03.1984                   | Štrbské Pleso  | 5 km             | Květa Jeriová                                                        | Anette Bøe                                                                        | Inger Nybråten                                                                          |
| 24.03.1984                   | Murmansk       | 10 km            | Inger Nybråten                                                       | Raissa Smetanina                                                                  | Anne Jahren                                                                             |
| 25.03.1984                   | Murmansk       | 3 × 5 km Staffel | TschechoslowakeiAnna Pasiarová Gabriela Svobodová Květoslava Jeriová | NorwegenInger Helene Nybråten Anne Jahren Anette Bøe                              | SowjetunionLjubov Zimjatova Raissa Smetanina Tamara Markaschanskaja                     |

### Weltcupstände Frauen
| Rang | Name                    | Punkte |
| ---- | ----------------------- | ------ |
| 1.   | Marja-Liisa Hämäläinen  | 134    |
| 2.   | Raissa Smetanina        | 114    |
| 3.   | Anne Jahren             | 104    |
| 4.   | Květa Jeriová           | 102    |
| 4.   | Inger Nybråten          | 102    |
| 6.   | Marie Risby             | 95     |
| 7.   | Berit Aunli             | 89     |
| 8.   | Brit Pettersen          | 87     |
| 9.   | Tamara Markaschanskaja  | 82     |
| 10.  | Anette Bøe              | 78     |
| 11.  | Blanka Paulů            | 70     |
| 12.  | Ljubov Zimjatova        | 65     |
| 13.  | Anna Pasiarová          | 64     |
| 14.  | Nadeshda Schamakowa     | 58     |
| 15.  | Evi Kratzer             | 55     |
| 15.  | Grete Ingeborg Nykkelmo | 55     |
| 17.  | Pirkko Määttä           | 51     |
| 18.  | Ute Noack               | 47     |
| 19.  | Marit Myrmæl            | 37     |
| 20.  | Gabriela Svobodová      | 36     |
| 21.  | Karin Jäger             | 27     |
| 22.  | Ljubow Ljadowa          | 23     |
| 23.  | Julija Schamschurina    | 22     |

| Rang | Name                  | Punkte |
| ---- | --------------------- | ------ |
| 24.  | Ann Rosendahl         | 20     |
| 25.  | Shirley Firth         | 19     |
| 26.  | Carola Anding         | 18     |
| 27.  | Guidina Dal Sasso     | 17     |
| 28.  | Eija Hyytiäinen       | 14     |
| 28.  | Jaana Savolainen      | 14     |
| 30.  | Natalia Furlatowa     | 12     |
| 30.  | Marie Johansson       | 12     |
| 32.  | Alžbeta Havrančíková  | 11     |
| 32.  | Susan Long            | 11     |
| 32.  | Ljubov Oklopkova      | 11     |
| 35.  | Nonna Abakumova       | 10     |
| 35.  | Natasja Matzuk        | 10     |
| 35.  | Gry Oftedal           | 10     |
| 38.  | Ragnhild Bratberg     | 9      |
| 38.  | Viera Klimková        | 9      |
| 38.  | Karin Strömgren       | 9      |
| 41.  | Hanne Krogstad        | 8      |
| 41.  | Karin Lamberg-Skog    | 8      |
| 41.  | Nina Paramanova       | 8      |
| 41.  | Angela Schmidt-Foster | 8      |
| 45.  | Ljubow Jegorowa       | 7      |
| 45.  | Sharon Firth          | 7      |

| Rang | Name                         | Punkte |
| ---- | ---------------------------- | ------ |
| 45.  | Hilde Gjermundshaug Pedersen | 7      |
| 45.  | Petra Rohrmann               | 7      |
| 49.  | Manuela Di Centa             | 6      |
| 49.  | Marit Elveos                 | 6      |
| 49.  | Lene Hestdal                 | 6      |
| 49.  | Larissa Lasutina             | 6      |
| 49.  | Jirina Nedomlelova           | 6      |
| 49.  | Gaby Nestler                 | 6      |
| 55.  | Raisa Asmatchina             | 5      |
| 55.  | Judy Rabinowitz              | 5      |
| 57.  | Sirpa Kesälä                 | 5      |
| 57.  | Lilija Wassiltschenko        | 4      |
| 57.  | Marina Wassina               | 4      |
| 60.  | Christine Brügger            | 3      |
| 60.  | Dagmar Švubová               | 3      |
| 60.  | Petra Sölter                 | 3      |
| 60.  | Ljubow Sabolotskaja          | 3      |
| 64.  | Astrid Dæhlie                | 2      |
| 64.  | Kristina Hugosson            | 2      |
| 66.  | Annika Dahlman               | 1      |
| 66.  | Mićhalina Maciuszek          | 1      |
| 66.  | Karin Thomas                 | 1      |
| 66.  | Tamara Tichonowa             | 1      |